# Exosphaeroma bruscai
Exosphaeroma bruscai är en kräftdjursart som beskrevs av Espinosa-Pérez och Hendrickx 200. Exosphaeroma bruscai ingår i släktet Exosphaeroma och familjen klotkräftor. Inga underarter finns listade i Catalogue of Life.